# René Boucher
Antoine René Boucher, conocido como Boucher-René (nacido y fallecido en París en los años 1732 y 1811 respectivamente) fue un magistrado y un revolucionario francés, que ocupó el cargo de Alcalde de París.
Señalado por muchos biógrafos como el hermano de Gilles Boucher de La Richarderie, fue procurador en el Châtelet de París.
Tras la dimisión de Pétoin, el 15 de octubre de 1792, ejerce las funciones de Alcalde de París como interino. El 22 de noviembre del mismo año, tras la instauración de la Convención Nacional, se ve obligado a cesar sus funciones, organizándose elecciones para ocupar el cargo. El 30 de noviembre Chambon, candidato de los moderados, es elegido Alcalde de París, comenzando a ejercer tan sólo dos días después.
| Predecesor: Philibert Boire | Alcalde de París 15 de octubre de 1791 – 2 de diciembre de 1792 | Sucesor: Henri Lefèvre d'Ormesson |

- Datos: Q2596877